# Honey (Katy B)
Honey è il terzo album in studio della cantante inglese Katy B, pubblicato nel 2016.

## Tracce
1. Honey (with Kaytranada) – 4:44
2. Who Am I (feat. Major Lazer & Craig David) – 3:24
3. So Far Away (with Wilkinson & Stamina MC) – 4:28
4. Chase Me (with Sasha Keable & JD. Reid) – 3:25
5. Lose Your Head (with The HeavyTrackerz, J Hus & D Double E) – 3:32
6. I Wanna Be (with Chris Lorenzo) – 5:00
7. Calm Down (with Four Tet & Floating Points) – 4:04
8. Heavy (with Mr. Mitch) – 3:56
9. Turn the Music Louder (Rumble) (KDA feat. Tinie Tempah) – 3:35
10. Dark Delirium (with Jamie James & Kate Simko) – 4:17
11. Water Rising (with MssingNo & Geeneus) – 4:29
12. Dreamers (with Hannah Wants) – 4:40
13. Honey (Outro) (with Novelist & Geeneus) – 4:15